# Mbabane (rivière)
 (décembre 2023).
Si vous disposez d'ouvrages ou d'articles de référence ou si vous connaissez des sites web de qualité traitant du thème abordé ici, merci de compléter l'article en donnant les références utiles à sa vérifiabilité et en les liant à la section « Notes et références ».
Pour l’article homonyme, voir Mbabane.

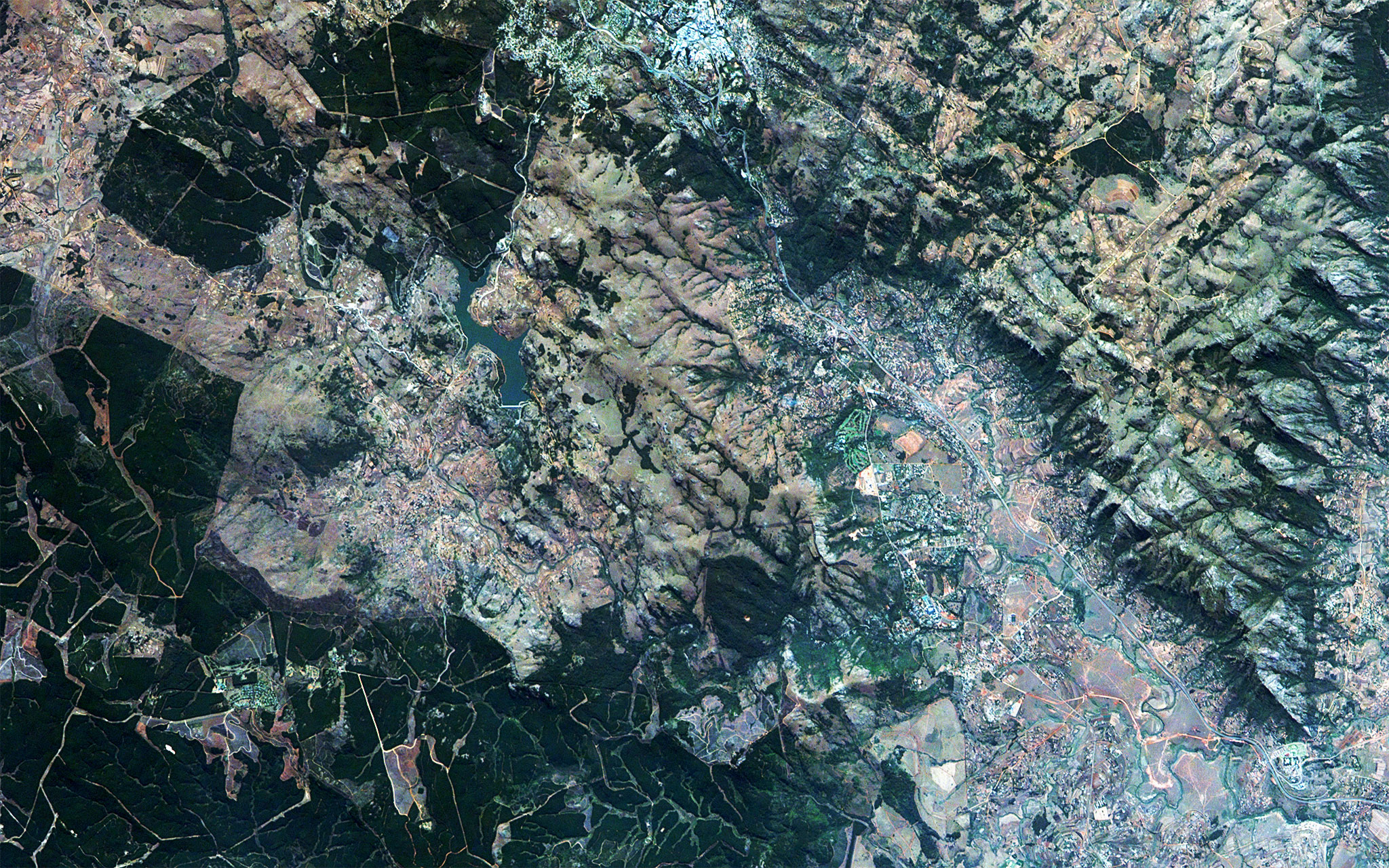
Photo satellite prise par Hodoyoshi 1 en 2017

La rivière Mbabane (Mbabane River) est une rivière de l'Eswatini, petit État d'Afrique australe.  Elle coule à travers le district d'Hhohho dans le nord-ouest du pays. La capitale et principale ville du pays, Mbabane, est située le long de la rivière. La rivière Polinjane, qui traverse également la capitale, est un de ses affluents.